# Yannis Tafer
Yannis Tafer, né le 11 février 1991 à Grenoble (Isère, France), est un footballeur franco-algérien évoluant au poste de milieu offensif.

## Biographie
Yannis Tafer est né le 11 février 1991 à Grenoble d'un père algérien et d'une mère portugaise.
Il signe son premier contrat professionnel avec l'Olympique lyonnais le 27 avril 2008, pour une durée de trois ans. Il s'illustre notamment en Turquie lors du Championnat d'Europe des moins de 17 ans qui a lieu la même année, en terminant meilleur buteur du tournoi (4 réalisations en 5 matchs).
Après avoir joué quatre matchs amicaux avec le groupe pro lors de la préparation de la saison 2008-2009, au cours desquels il inscrit 3 buts, il fait ses débuts de footballeur professionnel le 24 janvier 2009, au cours du 32e de finale de la Coupe de France opposant Lyon à l'US Concarneau (victoire 0-6). Il remplace Jean-Alain Boumsong à la 75e minute de jeu.
Il inscrit son premier but en compétition officielle (son unique but en L1) le 26 septembre 2009, lors d'un match face à Toulouse comptant pour la 7e journée de Ligue 1. Ce fut le but d'une courte victoire 2-1. Il délivre sa première passe décisive en Ligue 1 (pour César Delgado) le 16 décembre 2009 lors d'un match contre Boulogne (victoire 2-0 des Lyonnais).
Le joueur effectue sa première titularisation avec les pros le 13 janvier 2010, lors d'un match de Coupe de la Ligue contre le FC Metz.
Le 30 juillet 2010, Yannis Tafer remporte le Championnat d'Europe des moins de 19 ans avec l'équipe de France des moins de 19 ans. Il adresse une passe décisive au cours de la finale remportée 2-1 face à l'Espagne.
Le 24 août 2010, il est prêté au Toulouse Football Club pour une saison avec une option d'achat d'environ 4 millions d'euros. Ayant très peu joué, celle-ci ne sera pas levée.
Il effectue la préparation estivale 2011 avec la sélection des moins de 20 ans. Les "91" participent à la Coupe du monde en Colombie, Tafer étant le meilleur buteur de cette génération. Son sélectionneur, Francis Smerecki, voit en lui « un attaquant axial, qui aime travailler, toucher le ballon. Il est très adroit devant le but ». Malheureusement, Yannis Tafer se blesse juste avant le début de la compétition, et trainant une douloureuse inflammation au pied, il ne participe qu'à un seul match, rentrant dans les dernières minutes du match d'ouverture des Bleuets. L'équipe de France termine 4e lors de cette Coupe du monde des moins de 20 ans. Cette blessure le pénalisera car il sera absent des terrains durant 6 mois (fracture de l'os naviculaire).
Après une saison 2011-2012 vierge, Tafer rejoint le club suisse du FC Lausanne-Sport le 24 juillet 2012. Le joueur dispute son premier match avec son club le 15 septembre 2012 en Coupe de Suisse et marque au passage son premier but sous ses nouvelles couleurs. Il joue son premier match en championnat le 29 septembre 2012 contre le FC Bâle. Il inscrit son premier but en Super League le 17 novembre 2012. 
Le 5 juin 2014, il continue son aventure en Suisse et signe au FC Saint-Gall. Le 14 septembre 2014, il marque son premier but pour ce club lors de sa première titularisation en championnat.
En 2019, il est recruté par l'Étoile sportive du Sahel. Son aventure en Tunisie sera courte car ensuite il retourne de nouveau en Suisse durant le mercato hivernal avec le club de Neuchâtel Xamax pour une durée de 6 mois.
Le 31 janvier 2021, il s'engage en faveur du Racing FC Union Luxembourg.

## Statistiques
| Saison                | Club                     | Championnat           | Championnat | Championnat | Coupe nationale | Coupe nationale | Coupe de la Ligue | Coupe de la Ligue | Compétition(s) continentale(s) | Compétition(s) continentale(s) | Compétition(s) continentale(s) | Total | Total |
| Saison                | Club                     | Division              | M.          | B.          | M.              | B.              | M.                | B.                | Comp.                          | M.                             | B.                             | M.    | B.    |
| 2008-2009             | Olympique lyonnais       | Ligue 1               | 3           | 0           | 1               | 0               | -                 | -                 | -                              | -                              | -                              | 4     | 0     |
| 2009-2010             | Olympique lyonnais       | Ligue 1               | 7           | 1           | 2               | 0               | 2                 | 0                 | -                              | -                              | -                              | 11    | 1     |
| 2010-2011             | Toulouse FC (prêt)       | Ligue 1               | 16          | 0           | -               | -               | 1                 | 0                 | -                              | -                              | -                              | 17    | 0     |
| Sous-total            | Sous-total               | Sous-total            | 26          | 1           | 3               | 0               | 3                 | 0                 | -                              | -                              | -                              | 32    | 1     |
| 2012-2013             | FC Lausanne-Sport        | Super League          | 23          | 1           | 4               | 4               | -                 | -                 | -                              | -                              | -                              | 27    | 5     |
| 2013-2014             | FC Lausanne-Sport        | Super League          | 33          | 8           | 4               | 1               | -                 | -                 | -                              | -                              | -                              | 37    | 9     |
| Sous-total            | Sous-total               | Sous-total            | 56          | 9           | 8               | 5               | -                 | -                 | -                              | -                              | -                              | 64    | 14    |
| 2014-2015             | FC Saint-Gall            | Super League          | 29          | 8           | 5               | 2               | -                 | -                 | -                              | -                              | -                              | 34    | 10    |
| 2015-2016             | FC Saint-Gall            | Super League          | 16          | 5           | 3               | 3               | -                 | -                 | -                              | -                              | -                              | 19    | 8     |
| 2016-2017             | FC Saint-Gall            | Super League          | 35          | 8           | 3               | 0               | -                 | -                 | -                              | -                              | -                              | 38    | 8     |
| 2017-2018             | FC Saint-Gall            | Super League          | 20          | 1           | 3               | 1               | -                 | -                 | -                              | -                              | -                              | 23    | 2     |
| 2018-2019             | FC Saint-Gall            | Super League          | 24          | 0           | 1               | 0               | -                 | -                 | C3                             | 2                              | 0                              | 27    | 0     |
| Sous-total            | Sous-total               | Sous-total            | 124         | 22          | 15              | 6               | -                 | -                 | -                              | 2                              | 0                              | 141   | 28    |
| 2019-2020             | Étoile sportive du Sahel | Ligue I Pro           | 1           | 0           | 0               | 0               | -                 | -                 | C1 + CAC                       | 1+1                            | 0+0                            | 3     | 0     |
| Sous-total            | Sous-total               | Sous-total            | 1           | 0           | 0               | 0               | -                 | -                 | -                              | 2                              | 0                              | 3     | 0     |
| Total sur la carrière | Total sur la carrière    | Total sur la carrière | 207         | 32          | 26              | 11              | 3                 | 0                 | -                              | 4                              | 0                              | 240   | 43    |

## Palmarès

### En sélection nationale
- Équipe de France des moins de 17 ans
  - Finaliste du Championnat d'Europe des moins de 17 ans en 2008
  - Meilleur buteur du Championnat d'Europe des moins de 17 ans en 2008

- Équipe de France des moins de 19 ans
  - Vainqueur du Championnat d'Europe des moins de 19 ans en 2010